# Knoppers

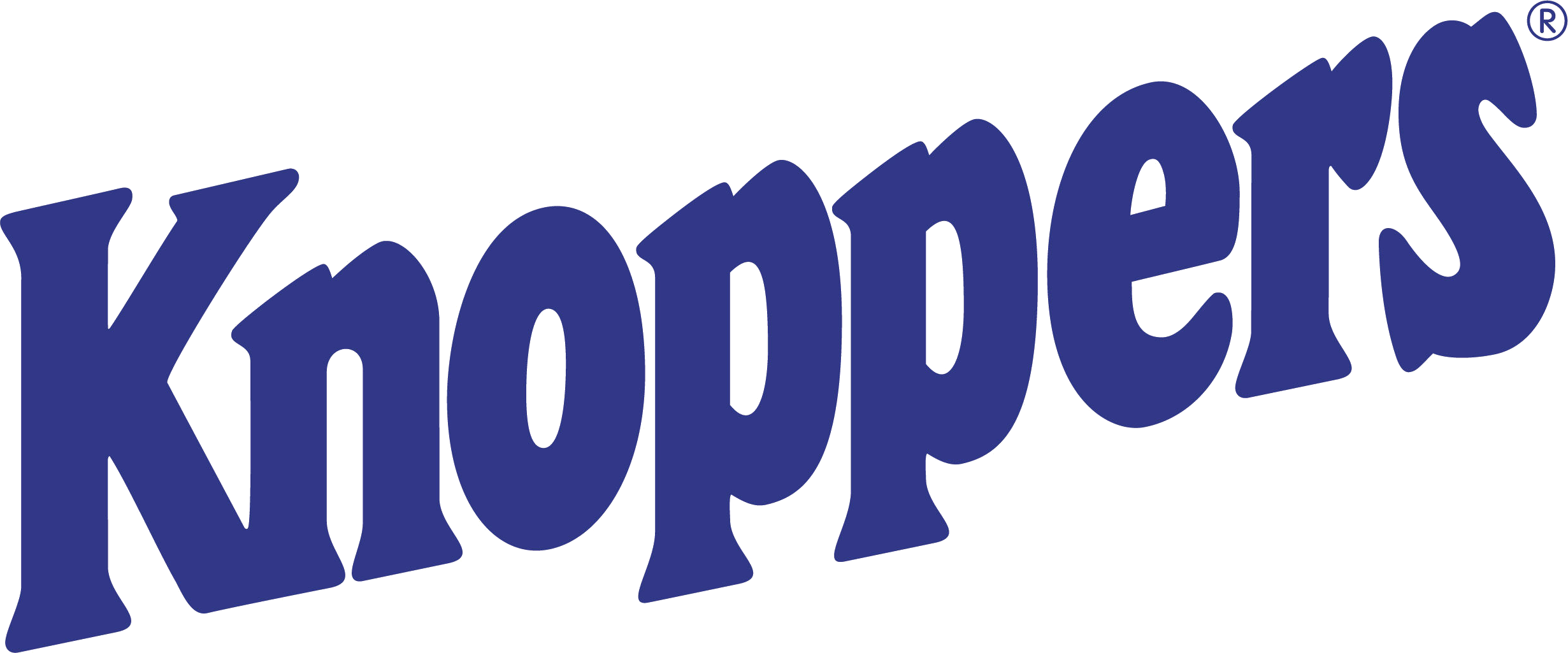
Logo produktu

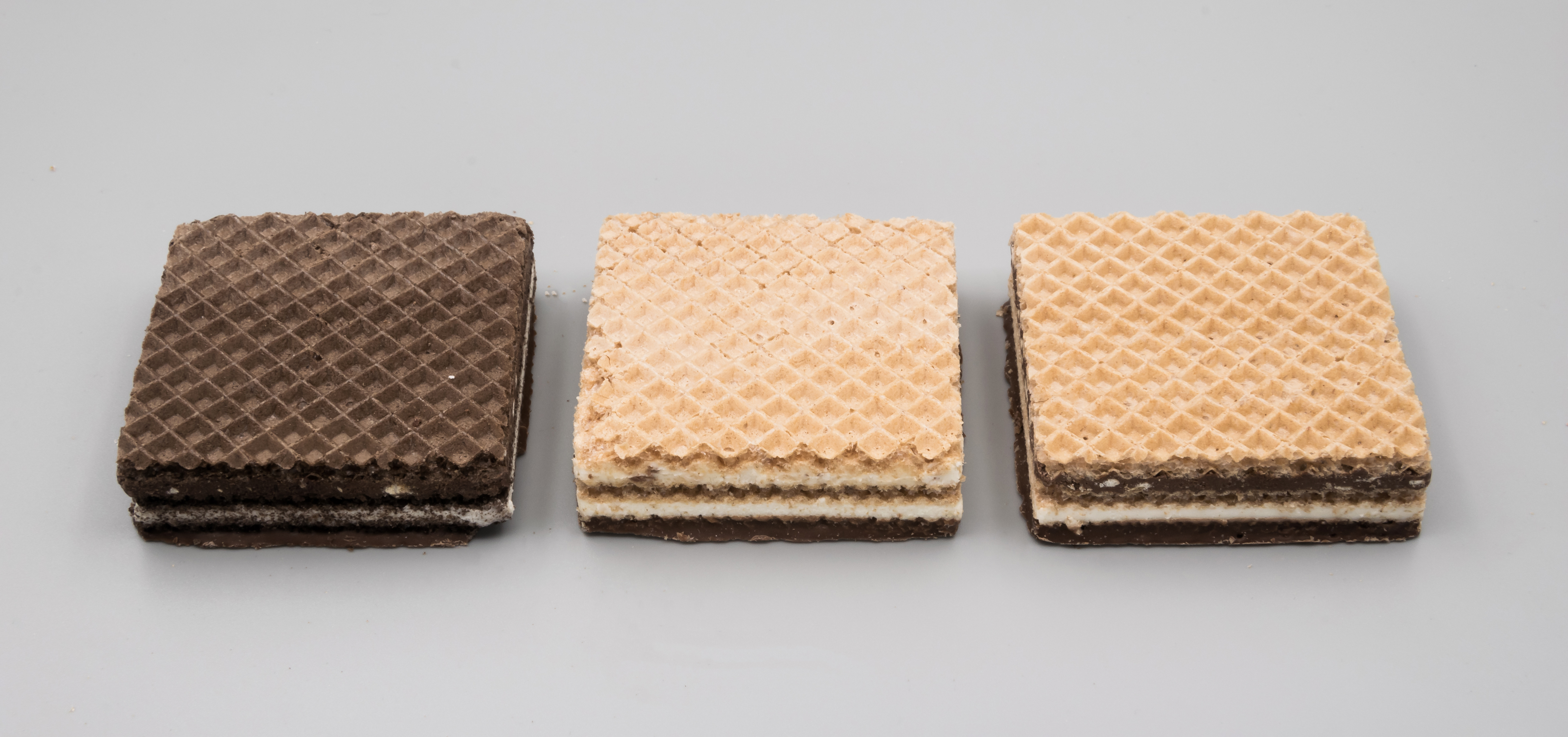
Wafle Knoppers

Knoppers – marka wafelka produkowana przez Storck. Składa się z pszennych wafli przełożonych m.in. kremem nugatowym z orzechami laskowymi. Wafelek dostępny jest w opakowaniach po 25 g, oraz 40g jako „Knoppers baton orzechowy”.
Składniki: cukier, tłuszcze roślinne (palmowy, shea), odtłuszczone mleko w proszku (13,5%), mąka pszenna (12,3%), orzechy laskowe (9,1%), pełnoziarnista mąka pszenna (6,1%), kakao, tłuszcz mleczny (2,6%), kakao niskotłuszczowe, skrobia pszenna, emulgator: lecytyny (soja), produkt z serwatki (z mleka), pełnotłuste mleko w proszku (0,2%), sól, aromaty naturalne, substancja spulchniająca: wodorowęglan sodu. (łączna zawartość mleka 10%). Może zawierać także migdały, orzeszki ziemne, inne orzechy i jaja.